# Prionolabis scaria scaria
Prionolabis scaria là một phân loài ruồi của loài Prionolabis scaria trong họ Limoniidae. Chúng phân bố ở miền Tân bắc.